# Mammillaria fittkaui
Mammillaria fittkaui ist eine Pflanzenart aus der Gattung Mammillaria in der Familie der Kakteengewächse (Cactaceae). Das Artepitheton ehrt den deutschen katholischen Pfarrer Hans Werner Fittkau (1913–2002), der sich von 1960 bis 1993 in Mexiko aufhielt und dort viele sukkulente Pflanzen sammelte.

## Beschreibung
Mammillaria fittkaui wächst gruppenbildend mit zylindrischen, leuchtend grünen bis dunkelgrünen oder graugrünen Trieben und erreicht bei Durchmessern von 4 bis 5 Zentimeter Wuchshöhen von bis zu 10 Zentimeter. Die verjüngt zylindrischen Warzen sind an ihrer Spitze gerundet. Sie enthalten keinen Milchsaft. Die Axillen sind teilweise mit bis zu 8 Millimeter langen Borsten besetzt. Es sind drei bis vier dunkelbraune, bis zu 9 Millimeter lange Mitteldornen vorhanden. Der unterste von ihnen ist abstehend und stark gehakt, die übrigen ähneln den Randdornen. Die sechs bis acht glatten, geraden, fein nadeligen Randdornen sind weiß und besitzen gelegentlich eine dunklere Spitze. Sie sind 5 bis 6 Millimeter lang.
Die weißlichen hellrosafarben getönten bis hellrosafarben Blüten sind bis zu 1,5 Zentimeter lang und weisen Durchmesser von 2 Zentimeter auf. Die weißen bis rosafarbenen Früchte besitzen eine rosafarbene Basis und sind bis zu 7 Millimeter lang. Sie enthalten bräunlich schwarze Samen.

## Verbreitung, Systematik und Gefährdung
Mammillaria fittkaui ist in den mexikanischen Bundesstaaten Jalisco und Guanajuato verbreitet.
Die Erstbeschreibung erfolgte 1971 durch Charles Edward Glass und Robert Alan Foster. Ein nomenklatorisches Synonym ist Escobariopsis fittkaui (Glass & R.A.Foster) Doweld (2000).
Es werden folgende Unterarten unterschieden:
- Mammillaria fittkaui subsp. fittkaui
- Mammillaria fittkaui subsp. limonensis (Repp.) Lüthy

Mammillaria fittkaui wird in der Roten Liste gefährdeter Arten der IUCN als „Least Concern (LC)“, d. h. als in der Natur nicht gefährdet, eingestuft.

## Nachweise